# Marc Edworthy
Marc Edworthy (Barnstaple, 24 dicembre 1972) è un ex calciatore inglese, di ruolo difensore.

## Palmarès

### Club

#### Competizioni nazionali
- Campionato inglese di seconda divisione: 1

Norwich City: 2003-2004